# Élections sénatoriales de 2014 dans l'Eure
Les élections sénatoriales de 2014 dans l'Eure ont lieu le dimanche 28 septembre 2014. Elles ont pour but d'élire les trois sénateurs représentant le département au Sénat pour un mandat de six années.

## Contexte départemental
Lors des élections sénatoriales du 21 septembre 2008 dans l'Eure, trois sénateurs ont été élus au scrutin majoritaire : Joël Bourdin, Ladislas Poniatowski et Hervé Maurey, les deux premiers étant issus de l'UMP et le troisième du Nouveau Centre. Ils ont tous les trois été confortablement élus dès le premier tour de scrutin avec plus de 57 % des voix pour les deux sortants et plus de 54 % pour Hervé Maurey.
Depuis, le collège électoral, constitué des grands électeurs que sont les sénateurs sortants, les députés, les conseillers régionaux, les conseillers généraux et les délégués des conseils municipaux, a été renouvelé en quasi-totalité par les élections législatives de 2012 qui ont vu le PS conquérir une deuxième circonscription parmi les cinq du département, les élections régionales de 2010 qui ont conforté la large majorité de gauche au conseil régional de Haute-Normandie, les élections cantonales de 2011 à l'occasion desquelles la majorité de gauche au conseil général a perdu un siège, et surtout les élections municipales de 2014 qui ont été marquées par un net recul de la gauche qui perd quatre des six communes de plus de 10 000 habitants du département: Évreux, Vernon, Louviers et Gisors, Val-de-Reuil restant au PS et Bernay à l'UDI. 
Mais l'évolution la plus significative pour ce qui concerne l'Eure tient au changement de mode de scrutin, les départements élisant trois sénateurs étant dorénavant concernés par le scrutin à la proportionnelle avec listes paritaires. Dans l'Eure, les sénateurs sortants sont tous trois des hommes, issus des rangs de la droite et désireux de retrouver leur siège au palais du Luxembourg, ce qui les pousse à se présenter à l'élection à la tête de trois listes distinctes. 
Bruno Le Maire, homme fort de l'UMP dans le département, apporte son soutien à la liste d'union conduite par le sénateur UDI Hervé Maurey.  
Le nouveau mode de scrutin conjugué à la dispersion des voix pourrait donc faire perdre un siège à la droite malgré sa position dominante dans le département.

## Rappel des résultats de 2008
|                | Joël Bourdin         | UMP            | 976   | 58,48  |  |  |
|                | Ladislas Poniatowski | UMP            | 957   | 57,34  |  |  |
|                | Hervé Maurey         | NC             | 906   | 54,28  |  |  |
|                | Jean-Louis Destans   | PS             | 699   | 41,88  |  |  |
|                | Daniel Leho          | PS             | 335   | 20,07  |  |  |
|                | Andrée Oger          | PCF            | 320   | 19,17  |  |  |
|                | Franck Martin        | PRG            | 168   | 10,07  |  |  |
|                | Jacqueline Fihey     | Verts          | 46    | 2,76   |  |  |
|                | Guy Pesier           | Verts          | 36    | 2,16   |  |  |
|                | Benoît Fenault       | Verts          | 23    | 1,38   |  |  |
|                | Bernard Touchagues   | FN             | 12    | 0,72   |  |  |
|                |                      |                |       |        |  |  |
| Inscrits       | Inscrits             | Inscrits       | 1 716 | 100,00 |  |  |
| Abstentions    | Abstentions          | Abstentions    | 15    | 0,87   |  |  |
| Votants        | Votants              | Votants        | 1 701 | 99,13  |  |  |
| Blancs et nuls | Blancs et nuls       | Blancs et nuls | 32    | 1,88   |  |  |
| Exprimés       | Exprimés             | Exprimés       | 1 669 | 98,12  |  |  |

## Sénateurs sortants
| Sénateur | Sénateur             | Parti | Fonctions lors de l'élection en 2008                                |
| -------- | -------------------- | ----- | ------------------------------------------------------------------- |
|          | Hervé Maurey         | UDI   | Conseiller général, maire de Bernay                                 |
|          | Joël Bourdin         | UMP   | Sénateur sortant                                                    |
|          | Ladislas Poniatowski | UMP   | Sénateur sortant, conseiller général, maire de Quillebeuf-sur-Seine |

## Collège électoral
En application des règles applicables pour les élections sénatoriales françaises, le collège électoral appelé à élire les sénateurs de l'Eure en 2014 se compose de la manière suivante :
| Délégués des communes                                                                         |                        |                       |                       |          |                     |
|                                                                                               | Conseillers municipaux | Délégués / commune    | Communes concernées   | Délégués | % collège électoral |
| Délégués des communes de moins de 9 000 habitants                                             |                        |                       |                       |          |                     |
| - communes de < 100 habitants                                                                 | 7                      | 1                     | 24                    | 24       | 1,32 %              |
| - communes de < 500 habitants                                                                 | 11                     | 1                     | 365                   | 365      | 20,00 %             |
| - communes de < 1 500 habitants                                                               | 15                     | 3                     | 226                   | 678      | 37,51 %             |
| - communes de < 2 500 habitants                                                               | 19                     | 5                     | 26                    | 130      | 7,12 %              |
| - communes de < 3 500 habitants                                                               | 23                     | 7                     | 10                    | 70       | 3,84 %              |
| - communes de < 5 000 habitants                                                               | 27                     | 15                    | 13                    | 195      | 10,68 %             |
| - communes de < 9 000 habitants                                                               | 29                     | 15                    | 4                     | 60       | 3,29 %              |
| Délégués des communes de 9 000 à 29 999 habitants                                             |                        |                       |                       |          |                     |
| - communes de < 10 000 habitants                                                              | 29                     | 29                    | 0                     | 0        | 0,00 %              |
| - communes de < 20 000 habitants                                                              | 33                     | 33                    | 4                     | 132      | 7,23 %              |
| - communes de < 30 000 habitants                                                              | 35                     | 35                    | 1                     | 35       | 1,92 %              |
| Délégués des communes de 30 000 habitants et plus                                             |                        |                       |                       |          |                     |
| - Évreux (49 359 hab.)                                                                        | 43                     | 67                    | 1                     | 67       | 3,67 %              |
| Délégués des communes bénéficiant des dispositions particulières pour les communes fusionnées |                        |                       |                       |          |                     |
| - Chauvincourt-Provemont                                                                      | 11                     | 2                     | 1                     | 2        | 0,11 %              |
| Délégués des communes                                                                         | Délégués des communes  | Délégués des communes | Délégués des communes | 1 758    | 96,33 %             |
| Conseillers généraux                                                                          | Conseillers généraux   | Conseillers généraux  | Conseillers généraux  | 43       | 2,36 %              |
| Conseillers régionaux                                                                         | Conseillers régionaux  | Conseillers régionaux | Conseillers régionaux | 16       | 0,88 %              |
| Députés                                                                                       | Députés                | Députés               | Députés               | 5        | 0,27 %              |
| Sénateurs                                                                                     | Sénateurs              | Sénateurs             | Sénateurs             | 3        | 0,16 %              |
| Total                                                                                         | Total                  | Total                 | Total                 | 1825     | 100,00 %            |

1. ↑  Dans les communes de moins de 9 000 le conseil municipal élit en son sein des délégués dont le nombre dépend de la taille de la commune.
2. ↑  Dans les communes de 9 000 à 29 999 habitants, tous les conseillers municipaux sont délégués. Il n'y a pas de délégués supplémentaires
3. ↑  Dans les communes de plus de 30 000 habitants, tous les conseillers municipaux sont délégués et, en complément, le conseil municipal désigne des délégués supplémentaires à raison de 1 par tranche de 800 habitants au-delà de 30 000 habitants
4. ↑  « Dans le cas où le conseil municipal est constitué par application des articles L. 2113-6 et L. 2113-7 du code général des collectivités territoriales relatif aux fusions de communes dans leur rédaction antérieure à la loi no 2010-1563 du 16 décembre 2010 de réforme des collectivités territoriales, le nombre de délégués est égal à celui auquel les anciennes communes auraient eu droit avant la fusion. » (Code électoral, article L284)

## Présentation des candidats
Les nouveaux représentants sont élus pour une législature de 6 ans au suffrage universel indirect par les grands électeurs du département. Dans l'Eure, les trois sénateurs sont élus au scrutin proportionnel plurinominal. Chaque liste de candidats est obligatoirement paritaire et alterne entre les hommes et les femmes. 7 listes ont été déposées dans le département, comportant chacune 5 noms. Elles sont présentées ici dans l'ordre de leur dépôt à la préfecture et comportent l'intitulé figurant aux dossiers de candidature.

### Front national
| N° | Candidats | Candidats             | Parti | Principales fonctions                     |
| -- | --------- | --------------------- | ----- | ----------------------------------------- |
| 01 |           | Emmanuel Camoin       | FN    | Conseiller municipal d'Évreux             |
| 02 |           | Anna-Madeleine Videau | FN    | Adjointe au maire d'Écardenville-sur-Eure |
| 03 |           | Christophe Delacour   | FN    | Conseiller municipal des Andelys          |
| 04 |           | Julie Barbier         | FN    |                                           |
| 05 |           | Erik Ackermann        | FN    | Conseiller municipal de Vernon            |

### Union de la droite et du centre
| N° | Candidats | Candidats       | Parti | Principales fonctions                                  |
| -- | --------- | --------------- | ----- | ------------------------------------------------------ |
| 01 |           | Hervé Maurey    | UDI   | Sénateur sortant, maire de Bernay                      |
| 02 |           | Nicole Duranton | UMP   | Conseillère régionale, conseillère municipale d'Évreux |
| 03 |           | Michel Jouyet   | UMP   | Maire d'Écos                                           |
| 04 |           | Sylvie Blandin  | UMP   | Maire d'Igoville                                       |
| 05 |           | Michel Quemin   | UMP   | Maire des Essarts                                      |

### Divers droite
| N° | Candidats | Candidats            | Parti | Principales fonctions                |
| -- | --------- | -------------------- | ----- | ------------------------------------ |
| 01 |           | Ladislas Poniatowski | UMP   | Sénateur sortant, conseiller général |
| 02 |           | Perrine Forzy        | UDI   | Maire de Gamaches-en-Vexin           |
| 03 |           | Jean-Paul Legendre   | UMP   | Conseiller général, maire d'Iville   |
| 04 |           | Marie-Joëlle Lenfant | UMP   | Maire d'Amfreville-sur-Iton          |
| 05 |           | Jean-Claude Remy     | UMP   | Maire de Fleury-sur-Andelle          |

### Europe Écologie Les Verts
| N° | Candidats | Candidats                   | Parti | Principales fonctions                                 |
| -- | --------- | --------------------------- | ----- | ----------------------------------------------------- |
| 01 |           | Laetitia Sanchez            | EELV  |                                                       |
| 02 |           | Jérôme Bourlet de La Vallée | EELV  | Conseiller régional                                   |
| 03 |           | Michèle Rive                | EELV  |                                                       |
| 04 |           | Ludovic Lesage              | EELV  | Conseiller municipal de Sainte-Colombe-la-Commanderie |
| 05 |           | Maryannick Deshayes         | EELV  | Maire de Tostes                                       |

### Front de gauche
| N° | Candidats | Candidats         | Parti | Principales fonctions               |
| -- | --------- | ----------------- | ----- | ----------------------------------- |
| 01 |           | Gaëtan Levitre    | PCF   | Conseiller général, maire d'Alizay  |
| 02 |           | Andrée Oger       | PCF   |                                     |
| 03 |           | Valéry Beuriot    | PCF   | Premier adjoint au maire de Brionne |
| 04 |           | Laurence Chapelle | PCF   |                                     |
| 05 |           | Anthony Auger     | PCF   | Conseiller municipal de Gisors      |

### Parti socialiste
| N° | Candidats | Candidats         | Parti | Principales fonctions                                        |
| -- | --------- | ----------------- | ----- | ------------------------------------------------------------ |
| 01 |           | Bruno Questel     | PS    | Conseiller départemental, maire de Bourgtheroulde-Infreville |
| 02 |           | Martine Seguéla   | PS    | Conseillère municipale des Andelys                           |
| 03 |           | Claude Behar      | PRG   | Conseiller général, maire d'Aviron                           |
| 04 |           | Marie-Claire Haki | PS    | Adjointe au maire de Pont-Audemer                            |
| 05 |           | Frédéric Delamare | PS    | Conseiller municipal de Serquigny                            |

### Divers droite
| N° | Candidats | Candidats             | Parti | Principales fonctions                   |
| -- | --------- | --------------------- | ----- | --------------------------------------- |
| 01 |           | Joël Bourdin          | UMP   | Sénateur sortant                        |
| 02 |           | Françoise Charpentier | UMP   | Conseillère générale, maire de Damville |
| 03 |           | René Dufour           | UDI   | Maire des Damps                         |
| 04 |           | Nathalie Thébault     | UMP   | Maire de Saint-Denis-le-Ferment         |
| 05 |           | Pierre Espaldet       | UMP   | Maire de Saint-Aubin-de-Scellon         |

## Résultats
| Tête de liste | Tête de liste        | Liste       | Voix  | %      | Sièges |  |
| ------------- | -------------------- | ----------- | ----- | ------ | ------ |  |
|               | Hervé Maurey         | UDI-UMP     | 808   | 45,04  | 2      |  |
|               | Ladislas Poniatowski | UMP-UDI     | 321   | 17,89  | 1      |  |
|               | Bruno Questel        | PS-PRG      | 306   | 17,06  |        |  |
|               | Joël Bourdin         | UMP-UDI     | 179   | 9,98   |        |  |
|               | Gaëtan Levitre       | PCF         | 101   | 5,63   |        |  |
|               | Emmanuel Camoin      | FN          | 42    | 2,34   |        |  |
|               | Laetitia Sanchez     | EELV        | 37    | 2,06   |        |  |
|               |                      |             |       |        |        |  |
| Inscrits      | Inscrits             | Inscrits    | 1 824 | 100,00 |        |  |
| Abstentions   | Abstentions          | Abstentions | 8     | 0,44   |        |  |
| Votants       | Votants              | Votants     | 1 816 | 99,56  |        |  |
| Blancs        | Blancs               | Blancs      | 12    | 0,66   |        |  |
| Nuls          | Nuls                 | Nuls        | 10    | 0,55   |        |  |
| Exprimés      | Exprimés             | Exprimés    | 1 794 | 98,79  |        |  |